# منطقه تی‌یس
منطقه تی‌یس (به لاتین: Thiès Region) یک منطقهٔ مسکونی است که در کشور سنگال واقع شده‌است. منطقه تی‌یس ۶٬۶۷۰ کیلومتر مربع مساحت و ۱٬۷۰۹٬۱۱۲ نفر جمعیت دارد.